# Складниченко, Николай Валерьевич
Никола́й Вале́рьевич Складниче́нко (род. 13 июля 1994, Монино, Московская область) — российский хоккеист, центральный нападающий клуба Нюбру Викингс (швед. Nybro Vikings IF), выступающий в лиге Швеции Хокей-Этан (швед. Hockeyettan).
Играл за клубы Континентальной хоккейной лиги (КХЛ) «Металлург» (Новокузнецк) и «Амур». Бронзовый призёр молодёжного чемпионата мира (2014).

## Биография
Николай Валерьевич Складниченко родился 13 июля 1994 года в рабочем посёлке Монино Щёлковского района Московской области, ныне рабочий посёлок входит в состав городского округа Щёлково той же области.
Первый раз пришел в хоккей в московский «Спартак», к Михаилу Юрьевичу Чеканову. Учился там кататься, после чего перевелся в ЦСКА к Борису Анатольевичу Штанько. Так же тренировался и в московском «Динамо».
С 2009 по 2011 год играл за клуб «Брок Бакс», переименованный в 2010 году в «Бобкэйгеон Бакс», ныне «Colborne Cramahe Hawks (англ. Colborne Cramahe Hawks)» из молодёжной лиги GMHL (англ. Greater Metro Junior A Hockey League). В сезоне 2011/12 выступал за ХК «Клин» в МХЛ Б. Также провёл один матч в ВХЛ в составе «Титана». Большую часть сезона Складниченко играл за «Капитан» из Ступино. В 35 матчах набрал 5 (3+2) очков.
Сезон 2012/13 Складниченко начал в МХК «Спартак». Сыграв за «Спартак» лишь 18 игр, в которых набрал 5 очков, Николай был уволен из клуба. Складниченко продолжил сезон в другой команде МХЛ «Кузнецкие Медведи». Николаю удалось показать хорошую игру в новой команде. В середине сезона Складниченко получил вызов в новокузнецкий «Металлург». 19 декабря 2012 года Складниченко провёл первый матч в КХЛ, а уже в следующей игре забросил свою первую шайбу в лиге.
В мае 2015 года продлил контракт с «Металлургом» на два сезона. Однако, уже в июле с разрешения руководства новокузнецкого клуба нападающий уехал в Северную Америку, чтобы пройти тренировочный лагерь одного из клубов Национальной хоккейной лиги (НХЛ). Позже стало известно, что этим клубом является «Торонто Мейпл Лифс». В команду НХЛ хоккеисту пробиться не удалось и он подписал контракт с фарм-клубом «Торонто» в Американской хоккейной лиге (АХЛ).
В составе команды «Торонто Марлис» закрепиться не получилось, а выступать в Хоккейной лиге Восточного побережья (ECHL) игрок не планировал. В итоге, Складниченко расторг контракт с канадским клубом по обоюдному согласию, так и не сыграв за него ни одного матча. Появились разговоры о возвращении Складниченко в новокузнецкий «Металлург», владеющими правами на игрока. Главный тренер «Металлурга» Николай Соловьёв сообщил, что не знает потенциала игрока и он вместе с руководством будет обсуждать его будущее. Спустя некоторое время стало известно, что права на Складниченко были отданы «Амуру» в обмен на денежную компенсацию. 10 ноября «Амур» подписал контракт с нападающим на два года.
В начале следующего сезона, 2 сентября 2016 года, вернулся в Москву, подписав двусторонний контракт со «Спартаком». Но весь сезон провел в составе фарм-клуба красно-белых — воскресенского «Химика». Начало сезона 2017/18 провел в альметьевском «Нефтянике», но сыграл за быков только 6 матчей.
С 30 декабря 2017 года выступал за команду «Зауралье» Курган.
С 2019 года играл за шведский клуб Кристианстад (швед. Kristianstads IK).
С 2022 года играет за шведский клуб Нюбру Викингс (швед. Nybro Vikings IF)

## Статистика
| Легенда | Легенда                    | Легенда | Легенда                   | Легенда | Легенда    |
| ------- | -------------------------- | ------- | ------------------------- | ------- | ---------- |
| И       | Количество проведённых игр | Штр     | Штрафное время            | +/−     | Плюс-минус |
| Г       | Голы                       | П       | Голевые передачи          | О       | Очки       |
| -       | Статистика неизвестна      | —       | Статистика не учитывалась |         |            |

### Клубная карьера
- a В «Плей-офф» учитывается статистика игрока в Плей-аут.
- b В «Плей-офф» учитывается статистика игрока в Кубке Надежды.

## Достижения
Командные
| Год  | Команда       | Достижение                                   | Достижение |
| ---- | ------------- | -------------------------------------------- | ---------- |
| 2014 | Россия (мол.) | Бронзовый призёр молодёжного чемпионата мира |            |